# Gion Matsuri
El Festival Gion (祇園祭 Gion Matsuri?) es una festividad japonesa que tiene lugar cada año en la ciudad de Kioto y se ha convertido uno de los más famosos festivales de Japón. Se extiende por todo el mes de julio y finaliza con un gran desfile, el Yamaboko Junkō (山鉾巡行?). Toma su nombre del distrito de Gion, por lo que se conoce a nivel local como Gion-San.
En las tres noches anteriores a la celebración del festival, la zona centro de la ciudad de Kioto queda reservada para el tráfico peatonal con motivo de las procesiones multitudinarias. Estas noches son conocidas allí como: yoiyoiyoiyama (宵々々山) el 14 de julio, yoiyoiyama (宵々山) el 15 de julio, y yoiyama (宵山) el 16 de julio. Con motivo de estas festividades, las calles suelen llenarse de puestos nocturnos de venta de comida como los yakitori, taiyaki, takoyaki, okonomiyaki, etc. Esta escena se completa con numerosas chicas ataviadas con  yukatas que caminan por la zona. Durante la noche yoiyama previa al desfile, algunas viviendas particulares del distrito del antiguo mercado de kimonos abren al público, mostrando las valiosas reliquias de familia, en una costumbre conocida como la Byōbu Matsuri, o Festival de la Pantalla plegable. Esta es una oportunidad para visitar y observar las viviendas tradicionales japonesas de Kioto.
En 2009, la procesión de los yamahoko del Gion Matsuri fue inscrita en la Lista Representativa del Patrimonio Cultural Inmaterial de la Humanidad de la Unesco.

## Historia

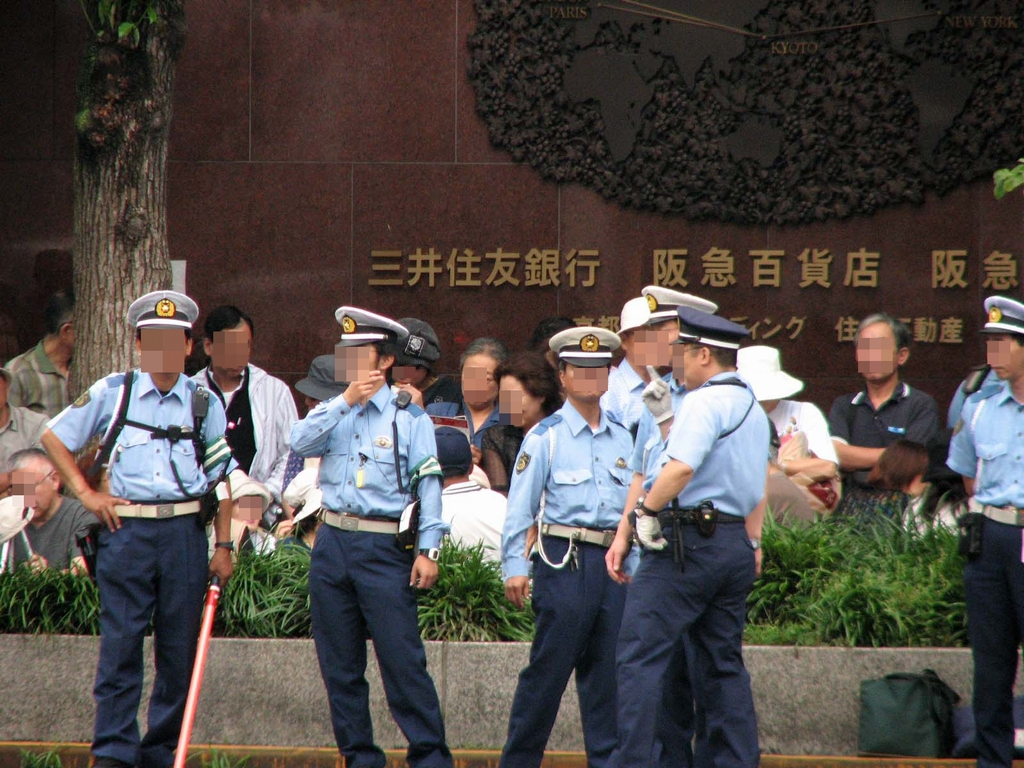
Policías preparados para controlar el flujo de visitantes durante las procesiones.

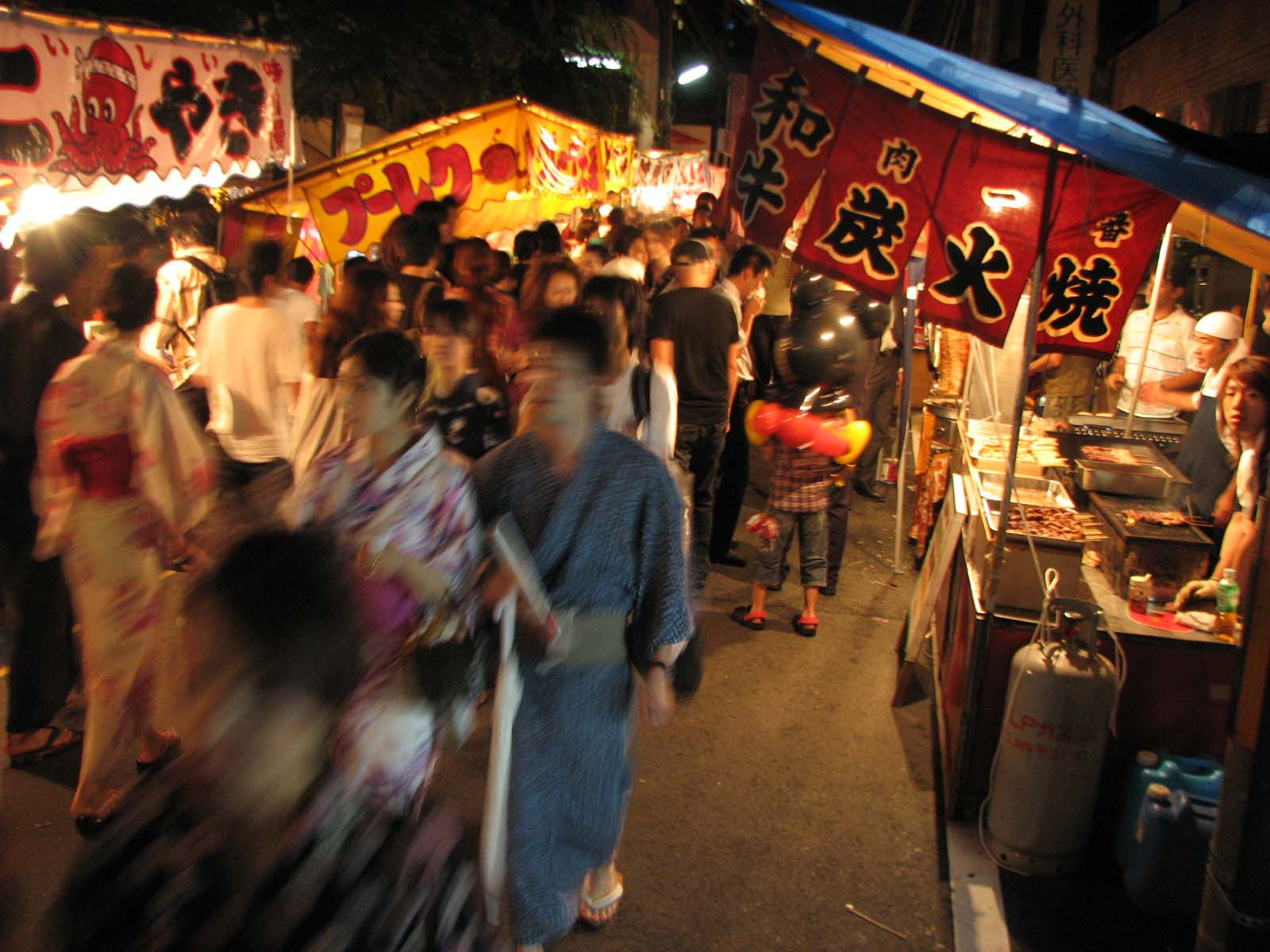
Puestos de comida y adornos, muy habituales en los Matsuri.

Este festival tiene sus orígenes como parte de un purificación ritual (goryo-e) para apaciguar a los dioses, a los que achacaban el origen y la causa de los incendios, inundaciones y terremotos que sufría Kioto. En el 869, la población estaba sufriendo distintas plagas y pestes que se atribuían a la divinidad maligna Gozu Tennō (牛頭天王?); El Emperador Seiwa pidió que la población rezará al dios del Santuario Yasaka, Susanoo-no-mikoto. Para la ocasión fueron preparadas sesenta y seis alabardas estilizadas y decoradas, una por cada provincia del antiguo Japón, y se erigió el jardín Shinsen-en junto a los santuarios portátiles (mikoshi) del Santuario Yasaka. A partir de entonces, esta práctica se repetiría siempre que hubiera un brote de epidemias o alguna catástrofe; En el 970, fue decretada la celebración anual del evento y desde entonces se ha mantenido tal cual. Con el tiempo la cada vez más poderosa e influyente élite comercial de Heian-kyō vino realizando unos festivales más elaborados y, ya durante el Período Edo (1603-1868), utilizó el desfile como una forma de exponer en público su poder y riqueza.
En 1533 el Shogunato Ashikaga detuvo la celebración de todos los actos religiosos, pero las protestas de la población (que argumentaban que se podría prescindir de los rituales, pero no de la procesión) llevaron a mantener ésta. Este hecho marcó la evolución hacia la forma actual del festival: Pequeñas carrozas que se han perdido o dañado durante siglos han sido restauradas, y los tejedores de la zona de Nishijin ofrecen tapices nuevos para reemplazar a los destruidos. Cuando no están en uso, las carrozas y regalía se mantienen en depósitos especiales en todo el distrito comercial central de Kioto bajo el cuidado de la población local. Este festival también ha sido importante lugar en la novela de Yasunari Kawabata, La Antigua Capital, donde se describen tanto este evento como el Jidai Matsuri y el Aoi Matsuri, como parte de los tres grandes festivales de la antigua capital."

## Cronología de las celebraciones
Lo que sigue a continuación es una lista de los principales eventos del Gion Matsuri que se celebra todos los años:
- 1 - 5 de julio: Kippuiri, la ceremonia de apertura del festival con la participación de cada barrio de la ciudad.
- 2 de julio: Kujitorishiki, una lotería popular que se celebra para la confección del orden de las carrozas en el desfile.
- 7 de julio: Visita del Santuario Yasaka por el chico chigo del Ayagasaboko.
- 10 de julio: Desfile de farolillos para dar la bienvenida a los santuarios mikoshi.[1]
- 10 de julio: Mikoshi arai, la limpieza de los mikoshi con el agua sagrada del río Kamo.
- 10 - 13 de julio: Construcción de las carrozas.
- 13 de julio: Por la mañana, nueva visita al santuario por el chico chigo del Ayagasaboko; Por la tarde, el santuario vuelve a ser visitado por un chico del Santuario Kuse.
- 14 de julio: Yoiyoiyoiyama.[4]
- 15 de julio: Yoiyoiyama.
- 16 de julio: Yoiyama.
- 16 de julio: Yoimiya shinshin hono shinji.
- 17 de julio: Desfile de las carrozas yamaboko.[1]
- 17 de julio: Desfile de los mikoshi desde el Santuario Yasaka al centro de la ciudad.
- 24 de julio: Desfile de los hanagasa o las "Sombrillas de flores".
- 25 de julio: Desfile y retorno de los mikoshi desde el centro de la ciudad al Santuario Yasaka.
- 28 de julio: Mikoshi arai, limpieza de los mikoshi con el agua sagrada del río Kamo.
- 31 de julio: Acto de clausura en el Santuario Eki.

## Las CarrozasYamaboko
Las carrozas en el Desfile Yoiyama se dividen en dos grupos: Hoko y Yama, que son colectivamente denominadas Yamaboko (o Yamahoko). Hay 9 carrozas del tipo Hoko (poste largo o alabarda) que representan las 66 lanzas utilizadas en el ritual original de purificación, y otras 23 del tipo Yama que portan figuras a tamaño natural de personalidades importantes y/o famosas. Todas las carrozas están decoradas con bellos tapices procedentes tanto de Nishijin (las más finas de todo Japón) como importadas desde otras partes del mundo. Además de la cuestión artística, también hay presentes numerosos músicos tradicionales y artistas sentados en las carrozas.
Cada año, las familias que mantienen las carrozas realizan un sorteo en una reunión especial para determinar el orden que éstas tomarán durante el festival. Estos lotes se emiten en una ceremonia especial antes del desfile, durante la cual el Alcalde de Kioto se pone la túnica de un magister y procede la ceremonia.

### CarrozasHoko
- Peso: Alrededor de 12.000 kg.
- Altura: Alrededor de 25 u 8 m desde el suelo hasta el techo.[1]
- Diámetro de la rueda: Alrededor de 1.9 m.
- Asistentes: Unos 30-40 tirando de la carroza durante la procesión.

### CarrozasYama
- Peso: 1.200–1.600 kg.
- Altura: Alrededor de 6 m.[3]
- Asistentes: Unas 14-24  personas para empujar o arrastrar.